# Inclined Orbit
Inclined Orbit (von engl. incline; dt. „neigen“, „schräg hängen“) bezeichnet ganz allgemein jede Umlaufbahn (Orbit) mit einer Bahnneigung (Inklination) gegenüber der Äquatorebene des umkreisten Himmelskörpers.

## Inclined geosynchronous orbit

Bodenspur: Der „Standort“ des Satelliten über dem Erdboden „wandert“.

Normalerweise wird mit dem Begriff jedoch eine spezielle, aus dem geostationären Orbit abgeleitete geosynchrone Umlaufbahn (GEO) eines künstlichen Erdsatelliten bezeichnet, deren vollständiger Name Inclined geosynchronous orbit ist. Bei dieser Umlaufbahn ist die Umlaufzeit geosynchron, d. h., sie entspricht exakt der Rotationsdauer der Erde um ihre eigene Achse (23 Stunden, 56 Minuten, 4,09 Sekunden = 1 siderischer Tag). Die Bahnebene ist jedoch gegenüber der Äquatorialebene – meist nur geringfügig – geneigt und leicht elliptisch.
Diese Orbitvariante wird oft zur Einsatzverlängerung geostationärer Satelliten gewählt, deren Treibstoffvorräte zur Neige gehen, die jedoch technisch ansonsten noch einwandfrei funktionieren. Ein Satellit im Inclined Orbit braucht deutlich weniger Korrekturtreibstoff, um seine Position zu halten, da ansonsten der größte Teil der Korrekturen eines Satelliten im geostationären Orbit dazu dient, die Inklination der Bahn bei 0° zu halten. Dadurch kann die nutzbare Lebensdauer des Satelliten um ca. 1–2 Jahre verlängert werden, bevor er in den Friedhofsorbit gebracht werden muss. Jedoch sind Satelliten im Inclined Orbit nicht mehr ortsfest über dem Horizont, da sie innerhalb von 24 Stunden eine Bewegung in Form einer 8 vollführen (vgl. Abb.).
Nach dem ersten Keplerschen Gesetz muss die Bahnebene des Satelliten durch den Schwerpunkt der Erde gehen, daher kommt es zur Nord-Süd-Abweichung. Dabei beträgt die Periodendauer einen siderischen Tag. Aufgrund der Drehimpulserhaltung ist die Bahnkurve leicht elliptisch. Für einen Beobachter auf der Erde oszilliert der Satellit daher mit einer Periodendauer von einem halben siderischen Tag zwischen Ost und West.
Satelliten im Inclined Orbit können deshalb nicht gut mit fest montierten Parabolantennen empfangen werden, wie sie z. B. beim privaten Satellitenempfang verwendet werden. Diese bereits finanziell abgeschriebenen Satelliten werden deshalb für vergünstigte Entgelte zur Datenübertragung zwischen professionellen Bodenstationen vermietet, da diese ab 5 m Antennendurchmesser sowieso eine Antennennachführung benötigen (auch im normalen GEO schwanken Satelliten leicht, weshalb sehr große, stark bündelnde Antennen nachgeführt werden müssen) und deshalb auch gleich die schwankende Position des Satelliten mit korrigieren können.